# Hedigerella fasciatella
Hedigerella fasciatella är en bönsyrseart som beskrevs av Werner 1932. Hedigerella fasciatella ingår i släktet Hedigerella och familjen Iridopterygidae. Inga underarter finns listade i Catalogue of Life.